# Lupo the Butcher
Lupo the Butcher, letteralmente "Lupo il macellaio", è un cortometraggio animato del 1987, diretto da Danny Antonucci, futuro creatore della serie animata Ed, Edd & Eddy. Prodotto dalla International Rocketship Limited, il corto raccolse consensi in tutto il mondo e diede vita ad un genere di animazione orientato verso un pubblico adulto.

## Trama
Il protagonista è uno psicotico macellaio italo-canadese chiamato Lupo, lamentoso del proprio lavoro. Un giorno si ritrova ad affettare un pezzo di carne; ogni pezzo che taglia cade per terra, e ogni volta il macellaio diventa sempre più arrabbiato e insulta la carne. Successivamente taglia accidentalmente il proprio pollice, e inspiegabilmente tutto il suo corpo cade a pezzi. Il sangue sgorga a terra, e i vari pezzi del corpo di Lupo giacciono ammucchiati. Durante i titoli di coda però la testa di Lupo è ancora viva e salta davanti allo schermo, continuando a lamentarsi e lanciare insulti, finché non si addormenta.

## Produzione
Danny Antonucci, che ha lavorato in animazione dal 1970, ha deciso di creare il suo primo lavoro da solista. Egli era stanco delle persone che reputavano l'animazione solo per i bambini, perciò  ha voluto creare un "personaggio in cui le persone avrebbero creduto". Essendo Antonucci di origine italiana, decise di creare un personaggio immigrato italiano, coinvolto in problemi causati dalla sua nazionalità in un altro paese; da giovane infatti lui e i suoi genitori ebbero difficoltà ad adattarsi alle culture canadesi. Originariamente il corto intitolava Lupo the Barber ("Lupo il barbiere"), ma successivamente ottenne il titolo attuale. Il protagonista si ispira a suo padre e a suo zio. Il corto uscì nel 1987 e fu proiettato al festival d'animazione Spike & Mike's dove venne accolto caldamente. Negli anni successivi Antonucci fondò la a.k.a. Cartoon, con cui creò le serie animate The Brothers Grunt di MTV e la più celebre Ed, Edd & Eddy di Cartoon Network.

## Altri media
Il personaggio di Lupo è stato utilizzato per alcune pubblicità delle aziende Converse e Levi Strauss e del canale MTV.
Antonucci progettò un sequel del corto, chiamato Meat the family, incentrato su Lupo e la sua famiglia; pur avendo realizzato alcuni concept, non fu mai realizzato. Nel novembre 2020, la A.k.a. Cartoon ha annunciato sulla propria pagina Facebook una serie animata basata sul corto, che verrà distribuita su Netflix.